# Jacques Coutausse
Jacques Coutausse est un homme politique français né le 6 février 1746 à La Sauvetat-du-Dropt et décédé le 24 novembre 1820 à Roumagne.
Administrateur du département, il est élu député de Lot-et-Garonne au Conseil des Anciens le 24 germinal an VI. Favorable au coup d'État du 18 Brumaire, il siège au Corps législatif jusqu'en 1804.